# 1976年夏季奥林匹克运动会玻利维亚代表团
1976年夏季奥林匹克运动会玻利维亚代表团是玻利维亚派出的1976年夏季奥林匹克运动会代表团。